# Emilie Enger Mehl

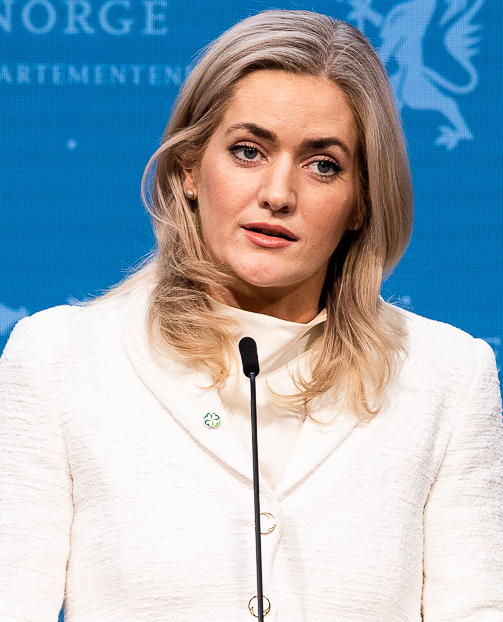
Emilie Enger Mehl, 2024

Emilie Enger Mehl (* 8. August 1993 in Lørenskog) ist eine norwegische Politikerin der Senterpartiet (Sp). Seit 2017 ist sie Abgeordnete im Storting. Von Oktober 2021 bis Februar 2025 war sie Ministerin für Justiz und Öffentliche Sicherheit.

## Leben
Mehl lebte in ihren ersten 13 Lebensjahren in der Kommune Ås, in der Nähe von Oslo. Ihre Eltern ließen sich scheiden, als sie elf Jahre war und ihr Vater zog daraufhin auf einen Bauernhof im abgelegenen Waldgebiet Finnskogen in der Kommune Åsnes. Im Alter von 13 Jahren zog sie zu ihrem Vater in die damalige Provinz Hedmark. Dort besuchte sie zunächst die Mittelschule in Flisa. Nach dem Abschluss der weiterführenden Schule besuchte sie zunächst im Jahr 2012 die Sporthochschule in Aalborg, Dänemark. Von 2014 bis 2017 studierte sie Rechtswissenschaft an der Universität Oslo, anschließend arbeitete sie als Rechtsanwaltsgehilfin.
Mehl fungierte von 2015 bis 2016 als stellvertretende Vorsitzende der Senterpartiet-Parteijugend Senterungdommen. In den Jahren 2015 bis 2017 saß sie im Fylkesting der damaligen Provinz Hedmark. Bei der Parlamentswahl 2017 zog Mehl erstmals in das norwegische Nationalparlament Storting ein. Dort vertritt sie den Wahlkreis Hedmark und wurde Mitglied im Justizausschuss. Im Oktober 2020 wechselte sie während der laufenden Legislaturperiode in den Außen- und Verteidigungsausschuss. Bei der Wahl 2021 gelang ihr der Wiedereinzug.
Am 14. Oktober 2021 wurde sie in der neu gebildeten Regierung Støre zur neuen Ministerin für Justiz und Öffentliche Sicherheit (norwegisch Justis- og beredskapsminister) ernannt. Mehl wurde die bis dahin jüngste Justizministerin der norwegischen Geschichte. Am Tag nach ihrem Amtsantritt besuchte sie Kongsberg, wo es am Tag vor ihrem Antritt zu einem Anschlag mit fünf Todesfällen gekommen war. Sie schied nach dem Regierungsaustritt der Senterpartiet am 4. Februar 2025 aus dem Amt der Justizministerin aus. Ihre Nachfolgerin wurde Astri Aas-Hansen. Nachdem Mehl als Mitglied der Regierung ihr Mandat im Storting ruhen lassen musste und von ihrer Parteikollegin Margrethe Haarr vertreten worden war, kehrte sie im Februar 2025 ins Storting zurück. Dort wurde sie Mitglied im Finanzausschuss.

## Teilnahme an Reality-Shows
Im Jahr 2015 nahm Mehl an der norwegischen Realityserie Anno des Rundfunksenders Norsk rikskringkasting (NRK) teil. Sie konnte dabei die Staffel gewinnen. Im August 2021 wurde sie als eine der Teilnehmer an der dritten Staffel der bei TV 2 ausgestrahlten Reality-Serie Kompani Lauritzen angekündigt. Zum Zeitpunkt der Ausstrahlung im Frühjahr 2022 war sie bereits Ministerin im Kabinett Støre geworden. Mehl konnte das Ende April 2022 ausgestrahlte Finale der Staffel gewinnen. Sie selbst erhielt kein Teilnahmehonorar, stattdessen gab es eine Vereinbarung, dass TV 2 den Betrag spenden sollte.

## Positionen und Kritik
In ihrer Amtszeit als Justizministerin begann Mehl mit Planungen zur Rückgängigmachung der Gerichtsreform, die im Jahr 2021 die Zahl der Gerichte in Norwegen reduzierte. Die Zahl der Bezirksgerichte (norwegisch Tingrett) war im Rahmen der Reform von 60 auf 23 gesunken. Mehls Pläne wurden vonseiten des Obersten Gerichtshofs von Norwegen, Staatsanwälten und Juristenverbänden kritisiert.
Mehl kam in ihrer Amtszeit als Justizministerin in die Kritik für ihren Gebrauch der aus der Volksrepublik China stammenden App TikTok, die unter anderem aufgrund der mit der App gesammelten Daten umstritten ist. Auf Anfragen der Opposition machte sie zunächst keine Angaben dazu, ob sie die App auch auf ihrem dienstlichen Smartphone installiert hatte. Im Februar 2023 gab sie schließlich bekannt, dass sie die App eine Zeit lang auf einem Dienstgerät nutzte.